# União, Piauí
União este un oraș în Piauí (PI), Brazilia.